# Stephan Gorlov
Stephan Gorlov (auch: Stephanus Gorlovius; * 27. Dezember 1619 in Neuhof; † 19. August 1678 in Königsberg, Preußen) war ein deutscher Philologe und lutherischer Theologe.

## Leben
Gorlov absolvierte an der Albertus-Universität Königsberg ein Studium der Theologie. Unter Johann Behm debütierte er mit Miscellaneas Hasce Positiones Historico-Chronologicas, ad exactiorem Biblicae Historiae illustrationem pernecessarias und hielt bei Christian Dreier die Disputation In Primam Philosophiam Decima nona De Operatione Substantiae Immobilis. Am 4. September 1644 wurde er Magister der Philosophischen Wissenschaften und beteiligte sich danach am Vorlesebetrieb der Hochschule. 1647 folgte er Hieronymus Ernesti (1611–1657) als Professor der hebräischen Sprache an der Universität Königsberg. Dazu erbat er sich vom Kurfürsten Friedrich Wilhelm von Brandenburg ein Jahr, um auf dessen Kosten nach Holland zu reisen.
Er wollte sich dort das für seinen Lehrstuhl notwendige erweiterte Wissen beschaffen. Dazu suchte er Menasse ben Israel auf, von dem er sich unterrichten ließ. Zurück in Königsberg, übernahm er den ihm übertragenen Lehrstuhl und wurde 1656 zum Oberinspektor der Alumnen ernannt. In letzterer Stelle verblieb er jedoch nicht lange, da er bald als Diaconus an der Löbenichtsche Kirche einen weiteren Wirkungskreis fand. In seiner Eigenschaft als Königsberger Hochschullehrer beteiligte er sich auch an den organisatorischen Aufgaben der Universität und war im Sommersemester 1662 sowie 1676 Rektor der Alma Mater. Gorlov ist auch als Dichter in Erscheinung getreten.
Gorlov heiratete am 25. April 1656 die Witwe des Pfarrers in Rossgarten Mag. Christian Kuhn († 1652) Anna (* 16. Dezember 1624; † 20. November 1694), Tochter des Doktors der Theologie und Pfarrers der Königsberger Altstadt Bernhard von Derschau (* 17. Juli 1591; † 13. März 1639) und dessen Frau Anna Lölhöfel. Aus der Ehe sind die Tochter Elisabeth (* 1652; † 26. März 1702), verheiratet mit dem Ratsherrn in Löbenicht Heinrich Liedert (* 18. Januar 1630; † 21. März 1705), und die Tochter Gertrude (* 18. Januar 1653; † 1. Juni 1653) bekannt.

## Werke
- De Confusionis Linguarum Origine Et Modo, Brevis, Ac Lineis Fere Primis Adumbrata Dissertatio. Königsberg 1672
- De Christo filio aeterni Patris Antequam sol esset as Ps. LXXII, 17.
- De detorsionibus & exceptionibus nonnullis Judaeorum In Lippmanni Nizzachon.
- De Initio Decalogi. Exod. XX. I sqq.
- De Protevangelio Gen. III. 15.
- De sono tubarum sanctuarii.
- Disp. De fortitudine.

## Weblink
- Druckschriften von und über Stephan Gorlov im VD 17.

| Personendaten    | Personendaten                                 |
| ---------------- | --------------------------------------------- |
| NAME             | Gorlov, Stephan                               |
| ALTERNATIVNAMEN  | Stephanus Gorlovius                           |
| KURZBESCHREIBUNG | deutscher Philologe und lutherischer Theologe |
| GEBURTSDATUM     | 27. Dezember 1619                             |
| GEBURTSORT       | Neuhof                                        |
| STERBEDATUM      | 19. August 1678                               |
| STERBEORT        | Königsberg (Preußen)                          |